# 1414 Jérôme
1414 Jérôme eller 1937 CE är en asteroid i huvudbältet som upptäcktes den 12 februari 1937 av den franske astronomen Louis Boyer vid Algerobservatoriet. Den har fått sitt namn efter Jérôme Boyer, upptäckarens fader.
Asteroiden har en diameter på ungefär 15 kilometer och den tillhör asteroidgruppen Dora.